# Alfred Heidelbach
Alfred Heidelbach (né le 17 novembre 1851 et mort le 1er février 1922) est un banquier américain, président de la chambre de commerce des États-Unis à Paris.

## Biographie

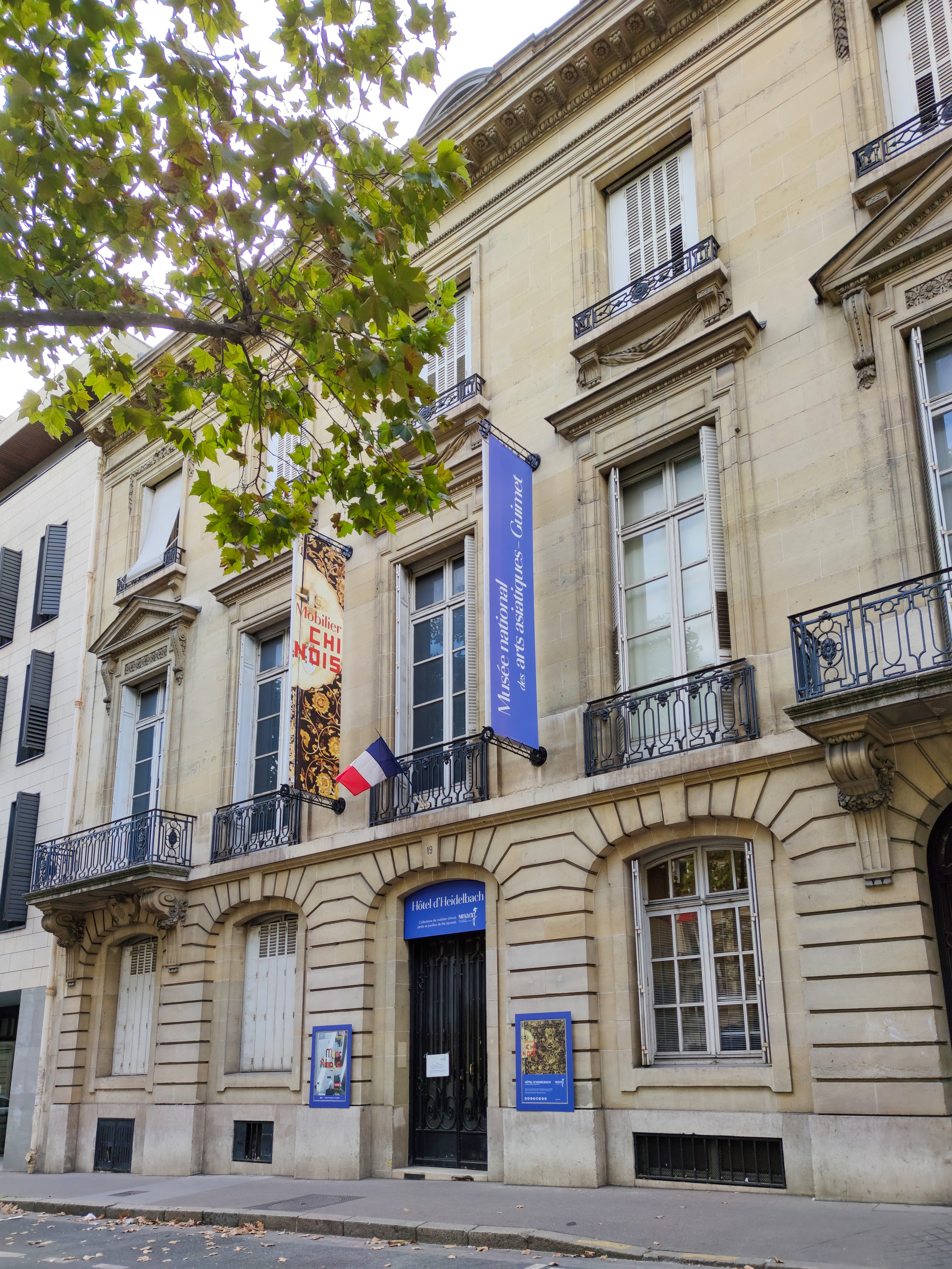
Hôtel d'Heidelbach, 19, avenue d’Iéna, Paris 16e arrondissement.

En 1875, il prend la direction de Heidelbach, Ickelheimer & Co., une société spécialisée dans les transactions financières internationales (opérations de change, transferts de fonds).
Il est l'un des directeurs de la compagnie d'assurance United States Life Insurance Co.
En octobre 1879, à Paris, il épouse la Française Julie Picard.
En 1913, il fait construire par René Sergent un hôtel particulier situé au 19, avenue d'Iéna. Racheté par l’État dans les années 1950 et rénové en 1991, l’« Hôtel Heidelbach » est depuis lors une annexe du musée Guimet qui abrite le fameux « Panthéon bouddhique », ainsi qu'un petit jardin et un pavillon de style japonais.